# علم النسيج
علم النسيج (بالإنجليزية: Textile Science)‏ هو دراسة بنية وأداء المواد النسيجية. ويتضمن فحص الألياف (الوحدة الأساسية لجميع المواد النسيجية)، وصناعة الخيوط من الألياف، وطرق تركيب الخيوط لصناعة النسيج. ويتضمن أيضا معرفة الأصبغة والخضب التي تضفي على المواد النسيجية طيفا من الألوان، كما يتضمن معرفة العديد من المواد الكيميائية المستخدمة في تحسين كلا الخصائص الجمالية والوظيفية للأقمشة.
دراسة أداء النسيج مكمّل لدراسة علم النسيج. فقد اكتشف العلماء في القرن العشرين كيف يهندسون الألياف النسيجية لتعطي خصائص في الأداء ضرورية في بعض التطبيقات الخاصة. وفي نهاية عام 1980 وسع علماء النسيج القدرة على هندسة الأداء في النظام النسيجي بشكل كامل. فالملابس الرياضية الخاصة بالجري، وركوب الدراجات الهوائية والنارية، والتزلج على الثلج، وتجهيزات الرياضات الهوائية، وثياب الفضاء، كلها نتيجة لتطبيق علم النسيج على احتياجات الأداء الخاصة. فالهدف من علم النسيج هو اختيار المواد النسيجية الأنسب لتلبية متطلبات الأداء التي يرغب المستهلك فيها.

## أهدافه
الهدف الرئيسي من علم النسيج هو أن يمكّنك من اختيار النسيج الذي يخدم بالشكل الأفضل تطبيقات الاستعمال النهائي، والذي يطابق بالشكل الأنسب مستوى الأداء الذي يرغب المستهلك فيه.

### العناصر الأساسية لتحقيق هذا الهدف
- معرفة المواد النسيجية المختلفة.
- معرفة نوع ومستوى الأداء الذين يمكن الوصول إليهما في المواد النسيجية المختلفة.
- القدرة على ربط المعارف السابقة (أداء النسيج، وبنية النسيج) خلال مرحلة اتخاذ القرار.

يمكننا تعريف أداء المواد النسيجية بأنه معرفة طريقة وكفاءة تفاعل المواد النسيجية لتلبية المتطلبات المرغوبة.

## المواد النسيجية
المواد النسيجية هو مصطلح يشمل الألياف والألياف في طور تصنيع الخيط والخيوط والأقمشة والمواد المصنوعة من الأقمشة (الملابس) والمحتفظة بقوتها ومرونتها والخصائص الأساسية الأخرى للألياف والشعيرات النسيجية. هذا التعريف يشير إلى خاصتين مهمتين في النسيج: بنية النسيج (الألياف، والخيوط، والأقمشة، والمنتجات)، وأداء النسيج(المتانة والمرونة).

### ماهي بنية النسيج؟

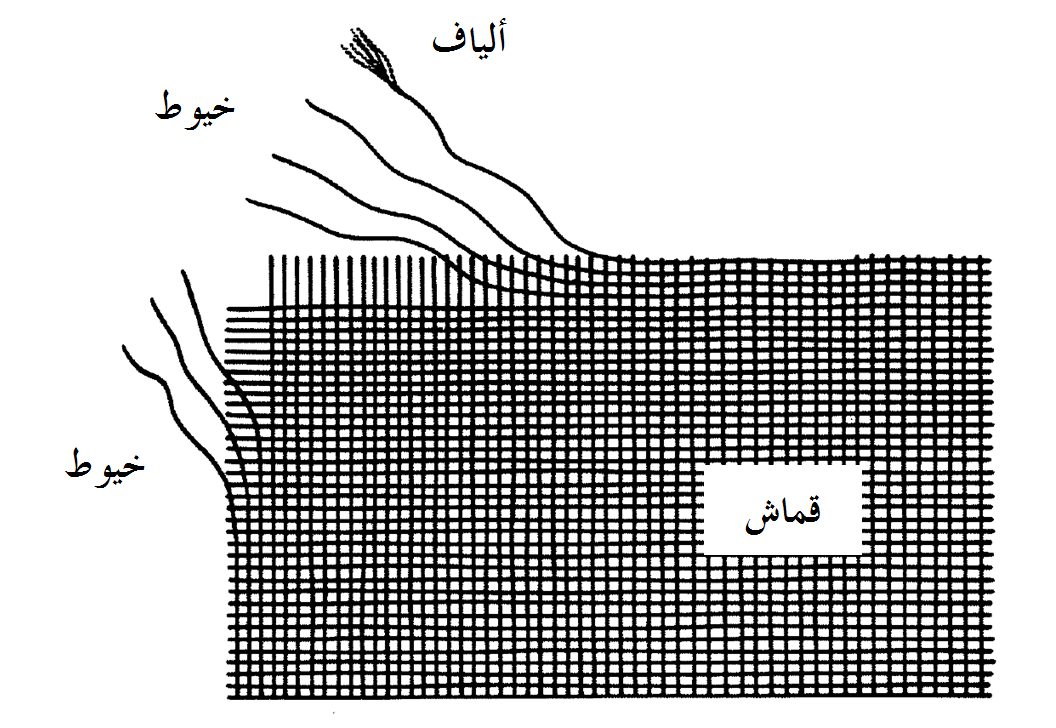
مكونات النسيج الأساسية

يتكون النسيج من ألياف وخيوط وأقمشة. ويظهر الشكل جانبًا الخيوط التي يتكون منها النسيج، والألياف التي تتكون منها الخيوط.
يمكننا النظر عن قرب باستخدام عدسة مكبرة، لتمييز بنية النسيج. فمثلا يمكننا تحديد كيفية ترتيب الخيوط لتشكل النسيج، وكيف تبدو الخيوط، وطول ألياف النسيج المستخدمة. نحتاج إلى مجهر ضوئي لرؤية هيئة سطح الألياف. كما نحتاج إلى مجهر إلكتروني لرؤية التفاصيل البنيوية.

### ما هو أداء النسيج؟
أداء النسيج هو ما يمكن للنسيج أن يقوم به، أو ماهية الاحتياجات التي يمكن أن يلبيها. يلاحظ المستهلك أنه يفضل بعض أقمشة القمصان، أو بناطيل الجينز أو أقمشة المفروشات على أقمشة أخرى بسبب الأداء والراحة المقدمان خلال دورة استخدامها. يقوم خبراء النسيج باختبار أداء النسيج من خلال ثنيه، وشده، وتمزيقه، وتعريضه للحرارة، وترطيبه، واختبارات أخرى لتقييم تأثير بعض المعالجات على الأقمشة.
إنّ خواص الأداء الأساسية للنسيج هي:
- المتانة (Durability): قدرة المادة النسيجية على الاحتفاظ بقوامها الفيزيائي تحت ظروف الإجهاد الميكانيكي لفترة مقبولة من الوقت.
- الراحة (Comfort): قدرة المادة على توفير عدم ألم، والشعور بالراحة للجسم. أو بكلام آخر، قدرة المادة على الحفاظ على حالة متعادلة للجسم.
- الجاذبية الجمالية (Aesthetic appeal): درجة استساغة العين واليد والأذن والأنف للمواد النسيجية (الأحاسيس البشرية).
- المحافظة (Maintenance): قدرة المادة النسيجية أن تحافظ على نفس القدر من النظافة، والاستقرار البعدي، والقوام الفيزيائي، وأن تحافظ على لونها ذاته منذ شرائها، وذلك خلال استخدامها، واهترائها، وإجراءات العناية بها.
- الصحية والسلامة والحماية (Health/safety/protection): خصائص النسيج التي قد تجعله مادة خطرة، أو تلك التي تحمي الجسم البشري والبيئة من المواد الضارة المتنوعة (تتضمن الخصائص التي تجعل النسيج مناسبًا للاستخدام في التشخيص، والوقاية، والمعالجة في المسائل الطبية).

هذه الخواص لا تقاس مباشرة، وإنما يستدل عليها باختبارات معينة للأداء. فمثلا، النسيج المتين لا يتمزق أو يهترئ أو تنتج فيه ثقوب، أو يتفكك بسرعة. ولذلك فإن المتانة تشمل قوة النسيج (قدرته على عدم التمزق تحت تأثير قوى الشد)، ومقاومة الحت (قدرة المادة على تحمل قوى الحك)، الانثنائية أو المرونة (قدرة المادة على الانحناء بشكل متكرر بدون أن تنكسر)، والاستطالة والرجوعية المرنة، التي تؤثر على كيفية امتصاص النسيج للإجهادات الميكانيكية.

## ألياف النسيج
تعتبر ألياف النسيج اللبنة الأساسية في جميع المواد النسيجة. ولألياف النسيج خواص أساسية عامة للألياف، فمثلا يجب أن تحقق شرط نسبة الطول إلى القطر، وهناك خواص محددة بألياف ذات سمات وخواص فريدة. وتصنف ألياف النسيج بشكل أساسي إلى ألياف طبيعية، وألياف اصطناعية. وتتميز الألياف الطبيعية بشكل عام بخواص معينة، فهي تتفكك حيويًا، وتعطي شعورًا أكبر بالراحة، ويمكن الحصول عليها من مصادر متجددة حيويًا، بينما تمتاز الألياف الاصطناعية بقوتها، ومتانتها، ورخص ثمنها، وإمكانية أكبر لتعديل خواصها. والتركيب الكيميائي، وبنية الألياف الطبيعية والاصطناعية مختلفة تمامًا، ويمكن هندسة الألياف الاصطناعية بحيث تحاكي الألياف الطبيعية لرفع سوية ونوعية المنتج النهائي. وبطبيعية الحال، تلعب خواص الألياف دورًا كبيرًا في تحديد خواص الخيوط والأقمشة والمنتجات النهائية.
تتكون ألياف النسيج بشكل عام من جزيئات ضخمة، فهي مكثورات ذات خواص محددة، فليس من الإمكان استخدام أي مكثور لإنتاج ألياف النسيج، وإنما يجب على المكثورات أن تحقق شرطين أساسيين:
- أن تكون مكثورات خطية.
- وأن تحتوي سلاسل المكثور على مجموعات قطبية. وإلا فيجب على الجزيئات الضخمة أن تكون طويلة جدًا، للاستعاضة عن كثافة الروابط بين جزيئية بروابط أكثر على طول الجزيئات الضخمة.

تنتج ألياف النسيج الاصطناعية بعدة طرق مختلفة التقنيات، بدءًا من محلول المكثور (مكثور مذاب في إحدى المذيبات المناسبة) أو بدءًا من مكثور مصهور، ولكن أغلبها تعتمد مبدأ تمرير المكثور ضمن فتحات دقيقة (انظر مبدأ البثق) لتحويل المكثور المصهور أو المذاب إلى ألياف طويلة جدًا. وتسحب بعدها هذه الألياف على عدة مراحل لتحسين خواص الألياف الناتجة. عمليتي البثق والسحب تساعدان في تحويل سلاسل المكثورات من سلاسل متكورة ومتجمعة على بعضها إلى سلاسل متوازية نوعا ما، مما يزيد فرصة تشكل روابط بين جزيئاتها. وتكون بنية الألياف بلورية في المناطق التي تزيد فيها نسبة وانتظام هذه الروابط الكيميائية، بينما تكون البنية لابلورية في المناطق التي تشكل عيوبًا أو عدم انتظام لهذه الروابط.

## الغزل
هي عملية سحب بعض الألياف من كتلة الألياف ثم برمها مع بعضها لتشكل خيطا مستمرا. كما أن اسم عملية الغزل يطلق في صناعة الألياف الاصطناعية على عملية بثق محلول المكثور لتشكيل الألياف، والعملية مشابهة لطريقة تشكيل دودة القز لشعيرات الحرير. فالغاية من عملية الغزل هي تحويل ألياف النسيج المشتتة والمفككة إلى خيوط تستخدم في عمليات النسج أو الحياكة أو الخياطة أو عمليات النسيج الأخرى. يكتسب شريط السحب (ألياف متوازية ومسحوبة) أثناء عملية الغزل المتانة الكافية ببرم مجموعة الألياف بحيث تزيد قوة الاحتكاك بينها وتعطي المتانة اللازمة لتشكيل الخيط. والبرم هو عدد اللفات (البرمات) في وحدة الطول الناتجة عن إدارة خيط حول محوره. واختلاف عدد البرمات من خيط لآخر يغير الكثير من خواصه، فمثلا كلما زاد عدد البرمات زادت معها متانة الخيط، وخشونته، واختلفت طريقة عكسه وبعثرته لأشعة الضوء، كما تنقص امتصاصية الخيط للرطوبة، وتنقص مرونته. كما تتفاوت خصائص الخيوط المغزولة بناءً على المواد الخام المستخدمة، وطول الألياف، وتوازيها، وكمية الألياف المستخدمة، ونسبة البرم.
تستخدم ثلاث تقنيات عموما للحصول على الألياف المغزولة:
- تقنية الغزل الحلقي (Ring spinning)
- تقنية الغزل العنفي (Open-end (roto) spinning)
- تقنية الغزل بنفث الهواء (Air-jet spinning)

## تصنيف النسيج
يمكننا تمييز ثلاث أنواع رئيسية للنسيج بحسب طريقة تصنيعها.

### النسيج المنسوج
النسيج المنسوج يتألف من مجموعتين من الخيوط تتشابك مع بعضها بزاوية قائمة، والمجموعة الأولى تسمى السدى والأخرى تسمى اللحمة. والسدى هو عدد من الخيوط المتوازية والمتساوية الطول، وتمثل الإتجاه الطولي للنسيج. أما اللحمة فهو خيط يمتد بعرض النسيج بين حاشيتيه. تتشابك الخيوط بنظام ثابت يعرف بالتركيب النسجي الذي يؤثر بشكل كبير على خواص الأنسجة.

### النسيج المحاك

قطعة نسيج محوك

يتكون النسيج المنسوج من تشابك مجموعتين من الخيوط بشكل متعامد تماما، بينما يتكون النسيج المحوك من عنصر أساسي هو الغرزة. والغرزة هي حلقة من الخيط تتماسك نتيجة تداخلها مع الحلقات الأخرى. وهذه البنية الخاصة للنسيج المحوك تعطي الأقمشة المحاكة مرونة عالية، ودائما تحاول العودة إلى الوضع الأكثر استقرارًا، وهو الوضع الدائري للغرزة.

### النسيج غير المنسوج
هو نسيج يشبه اللباد، وهو يشير إلى الأقمشة المنجزة بغير الطرق المعهودة من النسج، والحياكة، حيث يتم الانتقال مباشرة من مرحلة الألياف القصيرة أو المتوسطة أو الشعيرات إلى المنتج النهائي دون المرور على مراحل الغزل أو العمليات التحضيرية المطلوبة لعملية النسج أو الحياكة. ويصنع من الشعيرات النسيجية المستمرة المبثوقة، أو من شبكة ألياف مقواة عن طريق ربطها باستخدام عدة تقنيات تشمل الربط بالمواد اللاصقة أو الربط الميكانيكي باستخدام الإبر أو قوة نفث الماء، أو الربط الحراري، أو الربط بغرزات الخياطة.

## علم النسيج وتقانة النانو
وجدت تقانة النانو في علم النسيج كما في غيره من العلوم تطبيقات عديدة ومتنوعة بحيث صار من الممكن الحصول على مواصفات جديدة ومبتكرة كان من الصعب الحصول عليها باستخدام التقانة التقليدية، وفتحت أما النسيج تطبيقات جديدة وفي مجالات عدة. ومحاكاة الطبيعة باستخدام بيونيك هي أحد المفاتيح لهذا الطريق. فلباس السباحة الذي يحاكي جلد سمك القرش، والنسيج ذاتي التنظيف الذي يحاكي سطح ورقة اللوتس، والحصول على ألوان قوية أو كثيفة بمحاكاة عملية التداخل.
فإذا تمكنا من طلاء النسيج بطبقة نانوية من السيراميك فإننا نحصل على نسيج مضاد لالتصاق الأوساخ، كما أنه مضاد للبكتريا وتزداد نسبة الحماية من الأشعة فوق البنفسجية الضارة. ويمكن بدمج كبسولات نانوية معبئة بالعطور أو المستحضرات الصيدلانية على أو ضمن الألياف الحصول على نسيج يطلق الروائح الطيبة والعطور ذاتيا كما أنه يرطب الجلد مثلا.